# هرب آبرامز
هرب آبرامز (به انگلیسی: Herb Abrams) کشتی‌گیر کشتی کج اهل ایالات متحده آمریکا بود.